# My Favorite Things (álbum)
My Favorite Things es el séptimo álbum de estudio por el músico de jazz John Coltrane, publicado en 1961 por Atlantic Records, catálogo SD-1361. Fue el primer álbum en el que Coltrane toca el saxofón soprano. Una versión editada de la canción que da nombre al título se convirtió en un éxito único que ganó popularidad en 1961 en la radio. En 1998, el álbum recibió el premio Grammy Hall of Fame.

## Contexto
Después de la muerte del saxofonista Lester Young en 1959, la madre de éste le obsequió sus instrumentos a Coltrane, con el pretexto de que sentía que se tocaban solos con las melodías de Lester (se necesita referencia. Esto no aparece en la versión en inglés ni francés). Dentro de los instrumentos dados a Coltrane, estaba el saxofón soprano, con el que graba My Favorite Things. Con la excepción de los trabajos de Steve Lacy de finales de la década de 1950 con el pianista Cecil Taylor, el instrumento apenas se había utilizado en jazz en ese momento. Intrigado por sus capacidades, Coltrane comenzó tocándolo en algunos bolos ese verano.
Después de dejar la banda de Davis, Coltrane, para su primer reserva regular en la Galería de Jazz de Nueva York en el verano de 1960, organizó la primera versión del Cuarteto de John Coltrane. La plantilla se asentó hacia otoño con McCoy Tyner al piano, Steve Davis en el bajo, y Elvin Jones a la batería. Las sesiones de la semana antes de Halloween en Atlantic Studios produjo la pista "Village Blues" de Coltrane Jazz y la totalidad de este álbum junto con las pistas que Atlantic más tarde iba a montar en Coltrane Plays the Blues y Coltrane's Sound.

## Música
Lanzado tan solo un mes después Coltrane Jazz, a diferencia de sus dos primeros álbumes para Atlantic, este no contiene composiciones originales, sino versiones jazz de cuatro canciones pop. El álbum fue el primero que claramente marca el cambio de Coltrane del bebop al jazz modal, que poco a poco iba siendo más aparente en algunas de sus versiones anteriores. La famosa pista es una interpretación modal de la canción "My Favorite Things" de Rodgers y Hammerstein canción de The Sound of Music La melodía se escucha varias veces, pero en lugar de tocar solos encima de los cambios de acordes, tanto Tyner y Coltrane tocan largos solos sobre un ostinato de los acordes de tónica mi menor y mi mayor, en tiempo de vals. En el documental El Mundo Según John Coltrane, el narrador Ed Wheeler observa el impacto que esta popular canción ejerció en la carrera de Coltrane:
En 1960, Coltrane dejó a Miles Davis y formó su propio cuarteto para explorar más a fondo la interpretación modal, direcciones más libres, y una creciente influencia india. Transformó a "My Favorite Things", la alegre y popular canción de 'The Sound of Music', en una hipnótica danza oriental derviche. La grabación fue un éxito y se convirtió en la pieza más solicitada de Coltrane —y un puente a la amplia aceptación del público.
El estándar de "Summertime" es notable por su optimismo, por su sentido de búsqueda, siendo una demostración de las "hojas de sonido" de Coltrane, un fuerte antítesis a la melancólica y lírica versión de Miles Davis de Porgy and Bess, y utiliza puntos de pedal a contratiempo y acordes aumentados. "But Not For Me", está rearmonizada utilizando los famosos cambios de Coltrane, y cuenta con una extensa coda repetida sobre la progresión ii-V-I-vi.
El 3 de marzo de 1998, Rhino Records reeditó My Favorite Things como parte de la serie Atlantic 50th Anniversary Jazz Gallery. Incluye como bonus tracks ambos lados de "My Favorite Things", lanzado como el Atlantic 5012 en 1961.

## Lista de pistas

### Lado uno
| N.º | Título                      | Escritor(es)                          | Duración |  |
| 1.  | «My Favorite Things»        | Oscar Hammerstein II, Richard Rodgers | 13:41    |  |
| 2.  | «Ev'ry Time We Say Goodbye» | Cole Porter                           | 5:39     |  |

### Lado dos
| N.º | Título           | Escritor(es)                                  | Duración |  |
| 1.  | «Summertime»     | Ira Gershwin, DuBose Heyward, George Gershwin | 11:31    |  |
| 2.  | «But Not for Me» | Ira Gershwin, George Gershwin                 | 9:34     |  |

### De 1998, reedición bonus tracks
| N.º | Título                                       | Escritor(es)            | Duración |  |
| 5.  | «My Favorite Things, Part 1» (single A-side) | Rodgers and Hammerstein | 2:45     |  |
| 6.  | «My Favorite Things, Part 2» (single B-side) | Rodgers and Hammerstein | 3:02     |  |

## Personal
- John Coltrane – saxofón soprano y saxofón tenor
- McCoy Tyner – piano
- Steve Davis — contrabajo
- Elvin Jones – batería